# Mezinárodní federace badmintonu
Mezinárodní federace badmintonu (BWF, anglicky Badminton World Federation) je mezinárodní sportovní organizace, která sdružuje jednotlivé národní badmintonové organizace. Byla založena v roce 1934 (dříve s názvem IBF – International Badminton Federation) a sídlí v Kuala Lumpur v Malajsii. V současnosti má 165 členských organizací.
Česko je členem od roku 1967, v BWF je zastoupeno Českým badmintonovým svazem.